# Lijst van personen overleden in februari 2024
Dit is een lijst van bekende personen die zijn overleden in februari 2024.

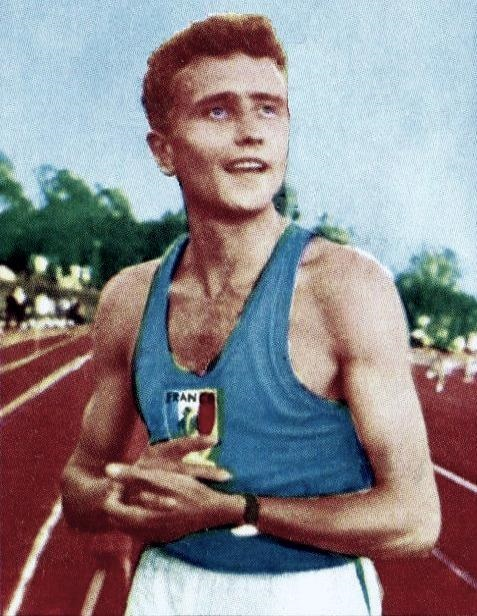
Michel Jazy
1 februari

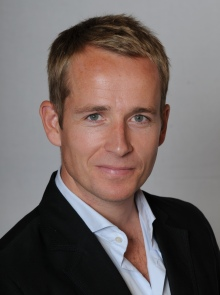
Jonnie Irwin
2 februari

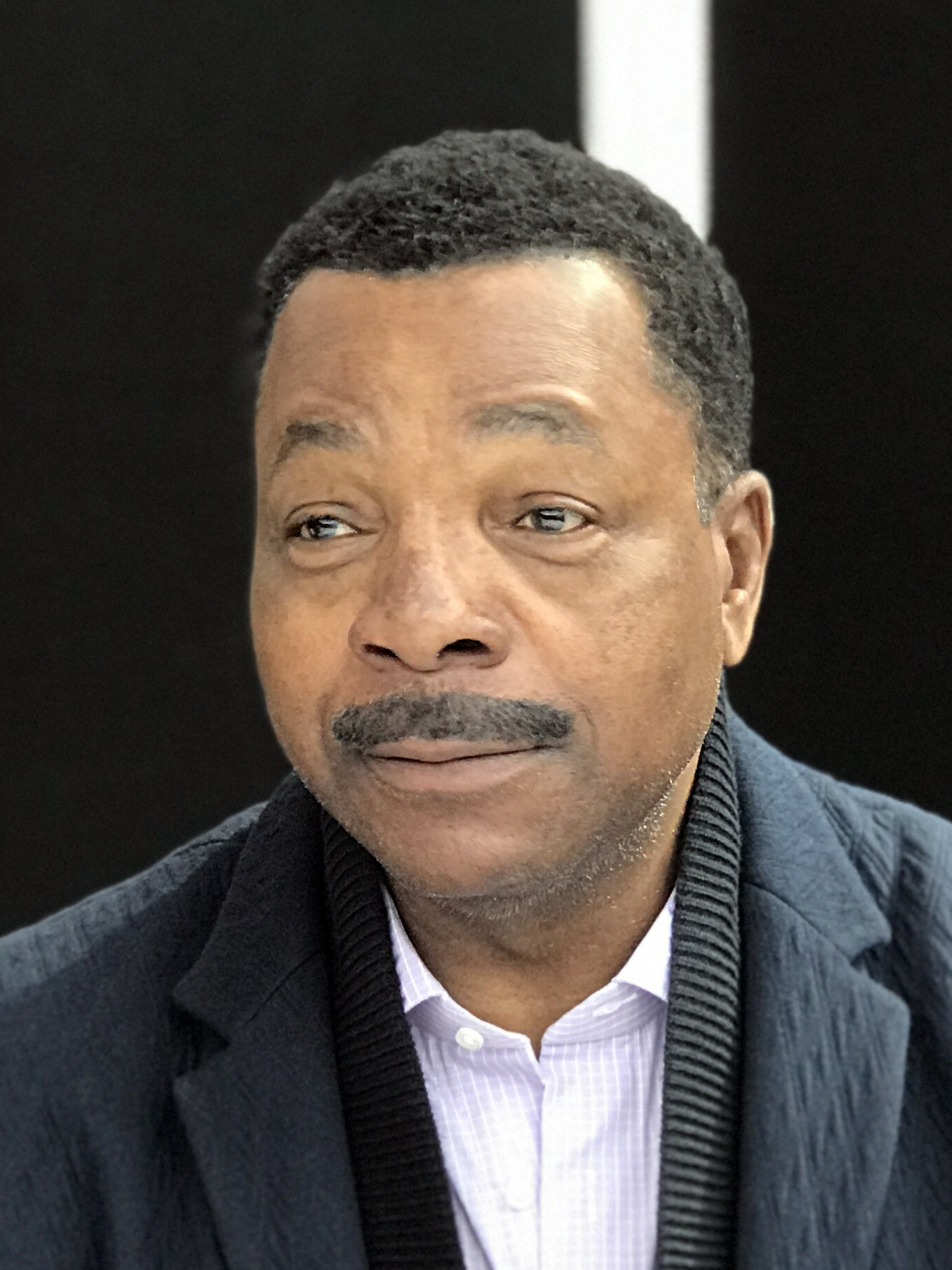
Carl Weathers
2 februari

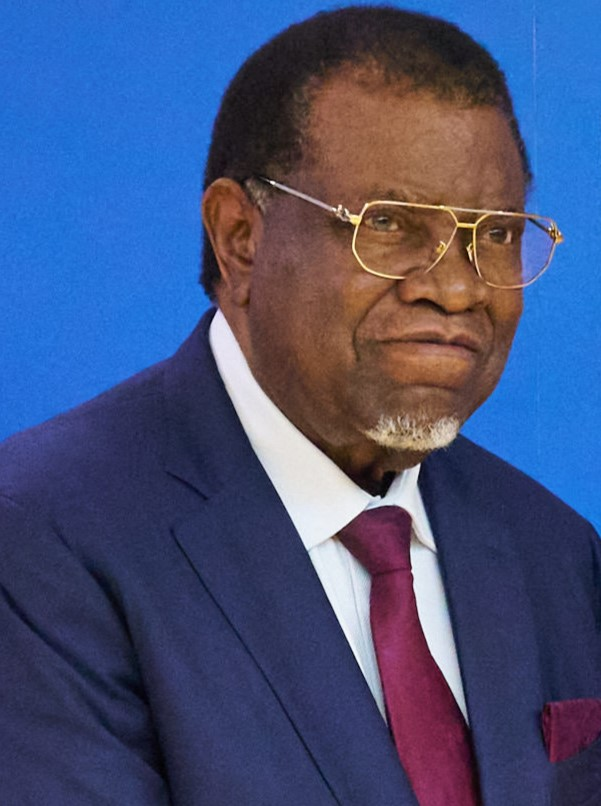
Hage Geingob
4 februari

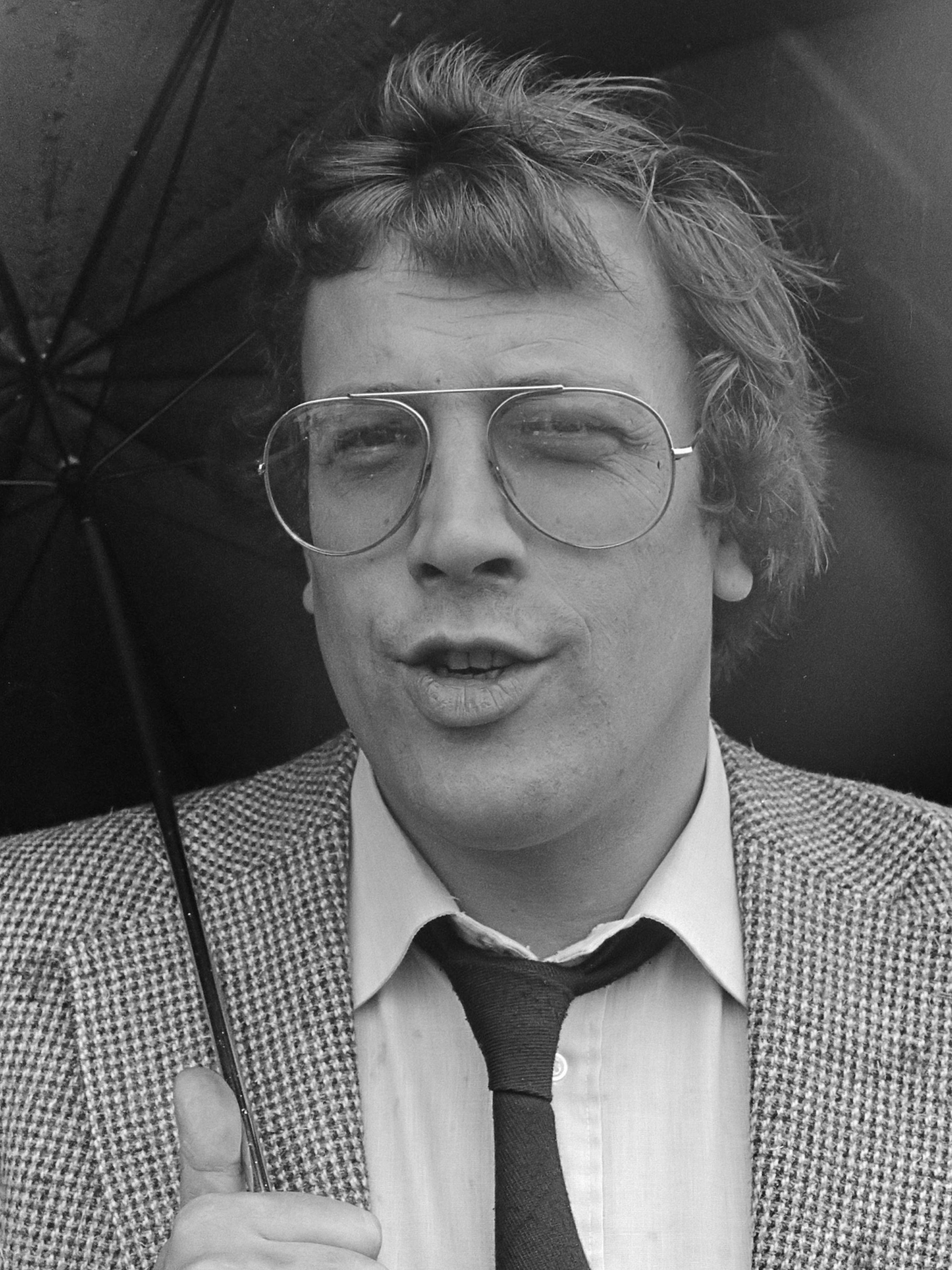
Jan van Veen
4 februari

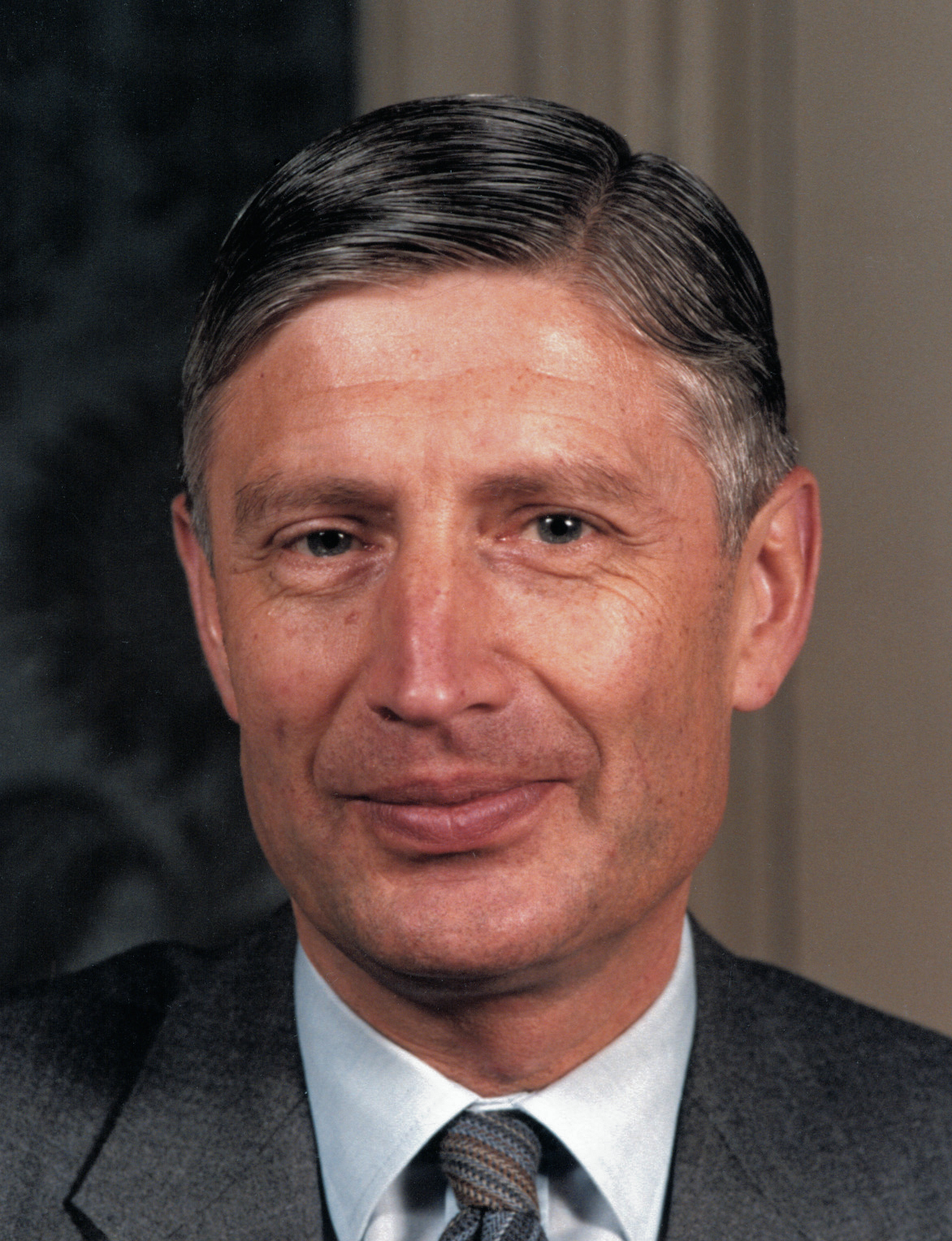
Dries van Agt
5 februari

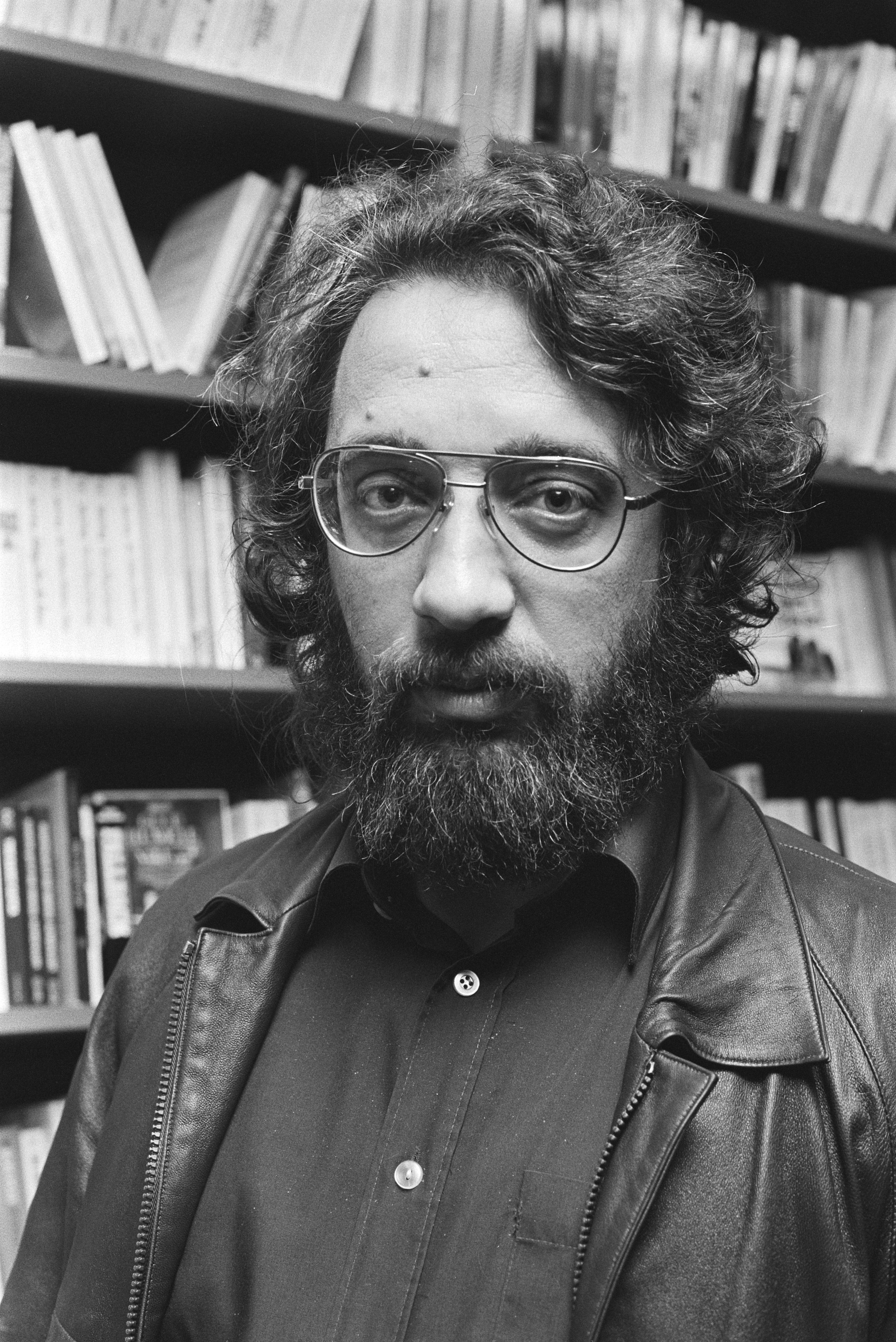
Walter van den Broeck
5 februari

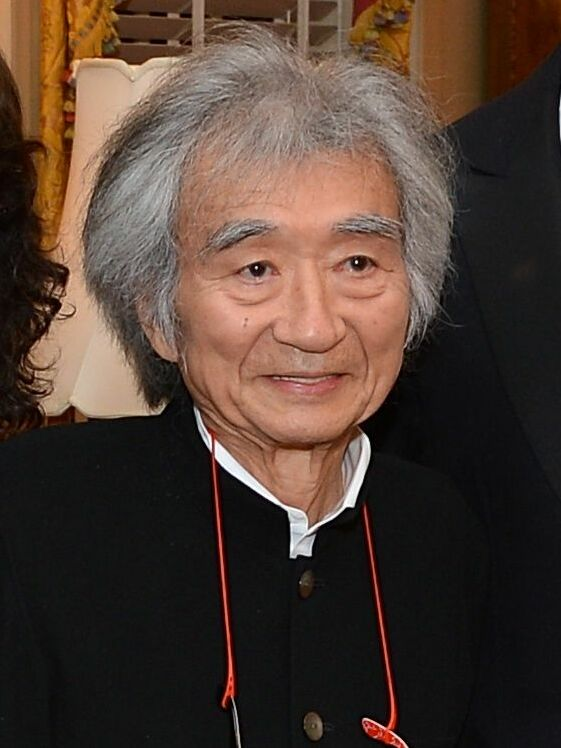
Seiji Ozawa
6 februari

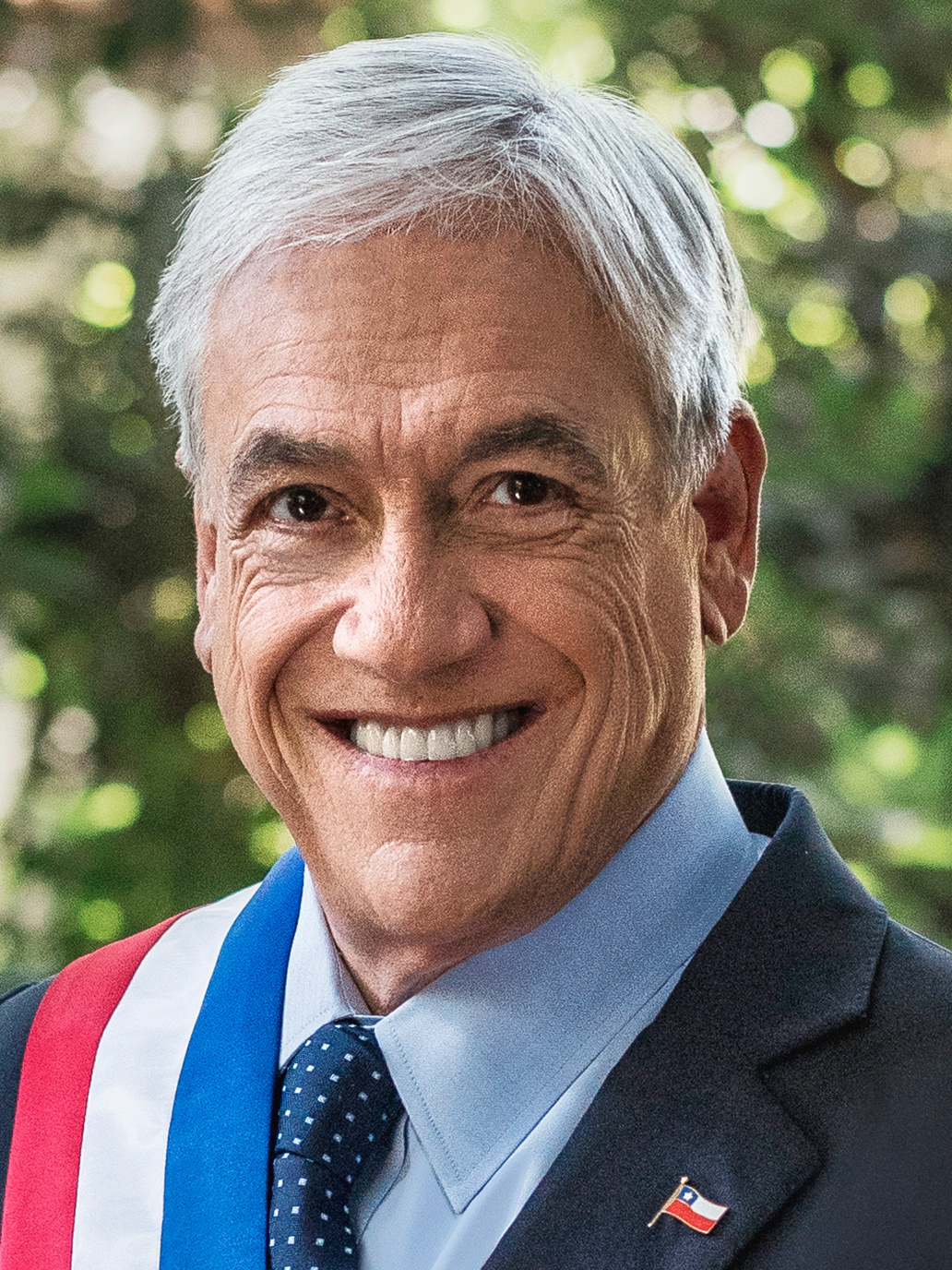
Sebastián Piñera
6 februari

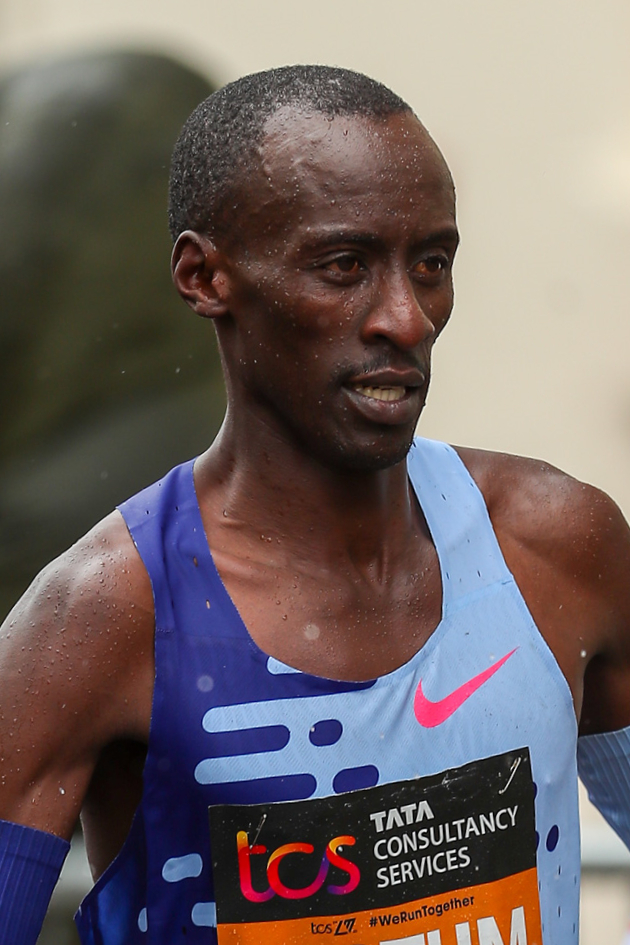
Kelvin Kiptum
11 februari

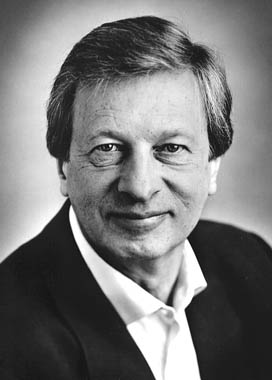
Rudolf Jansen
12 februari

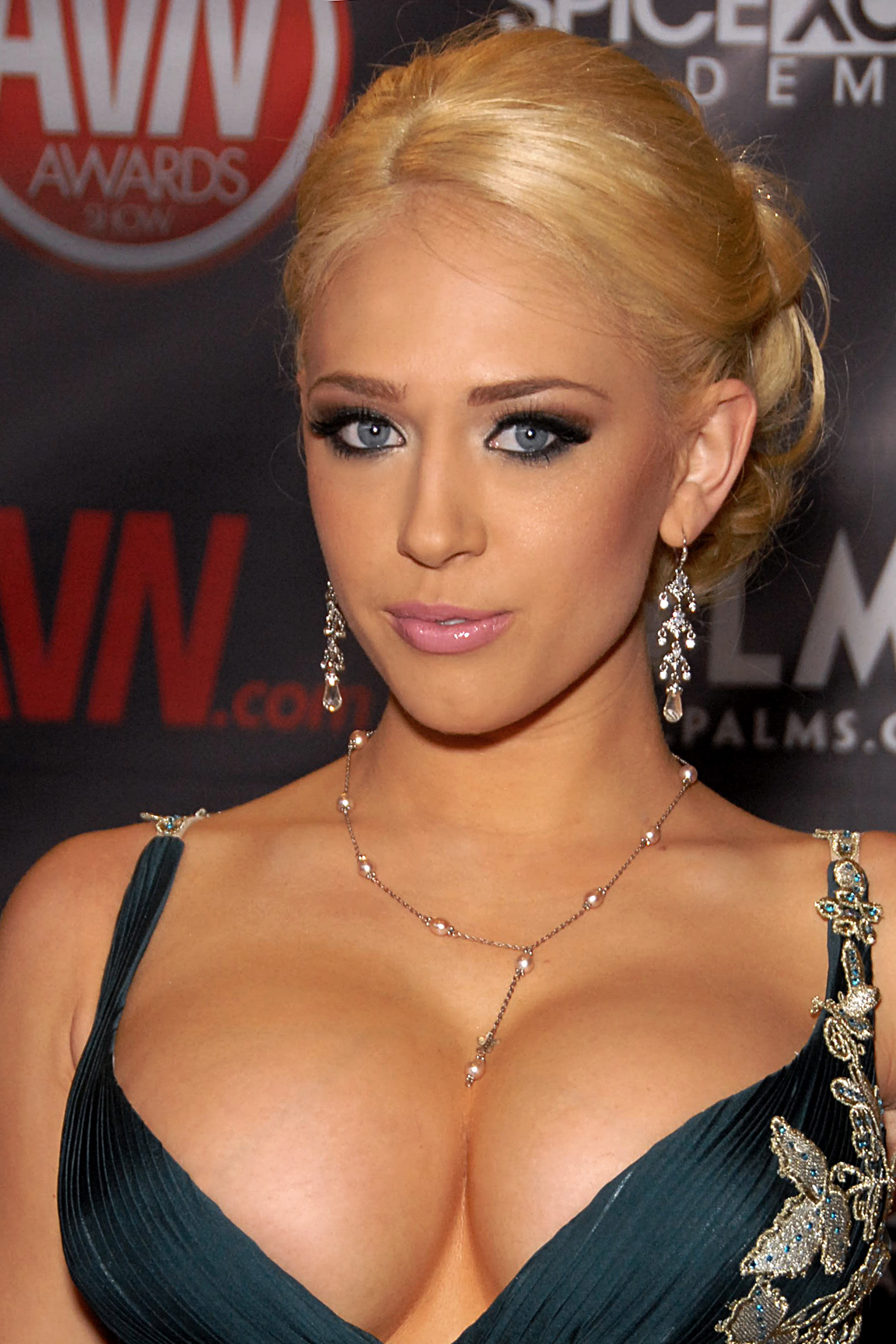
Kagney Linn Karter
15 februari

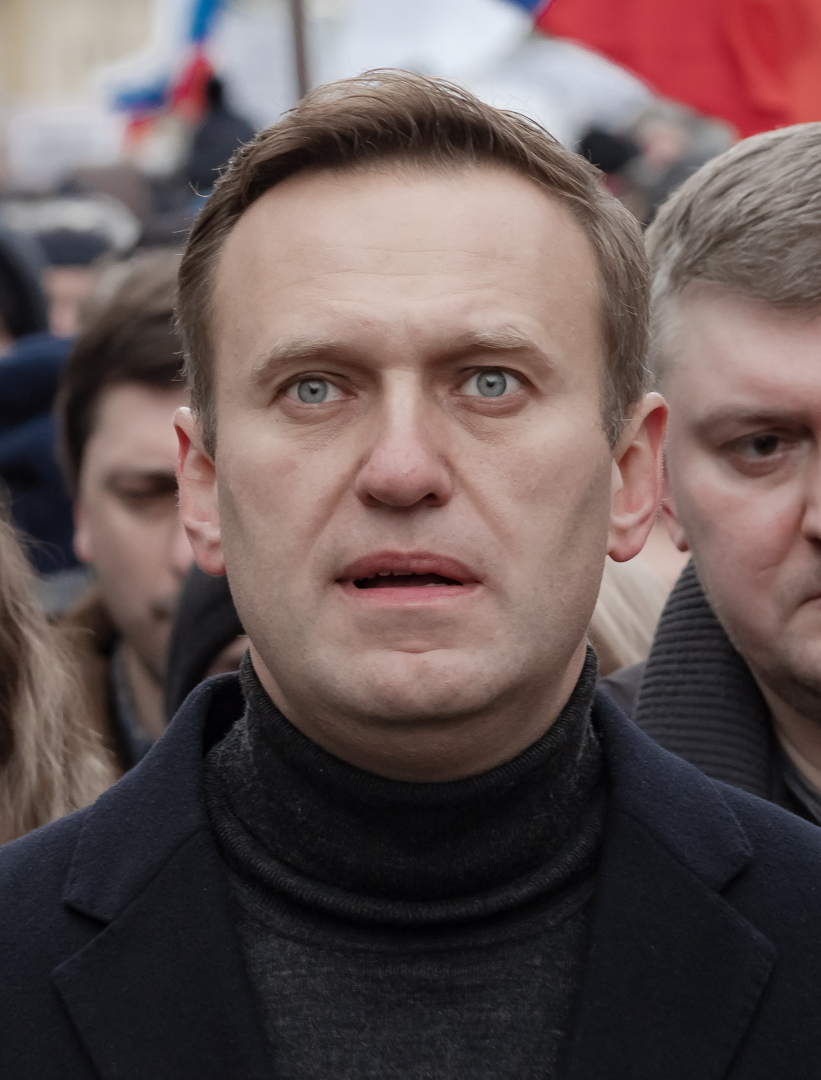
Aleksej Navalny
16 februari

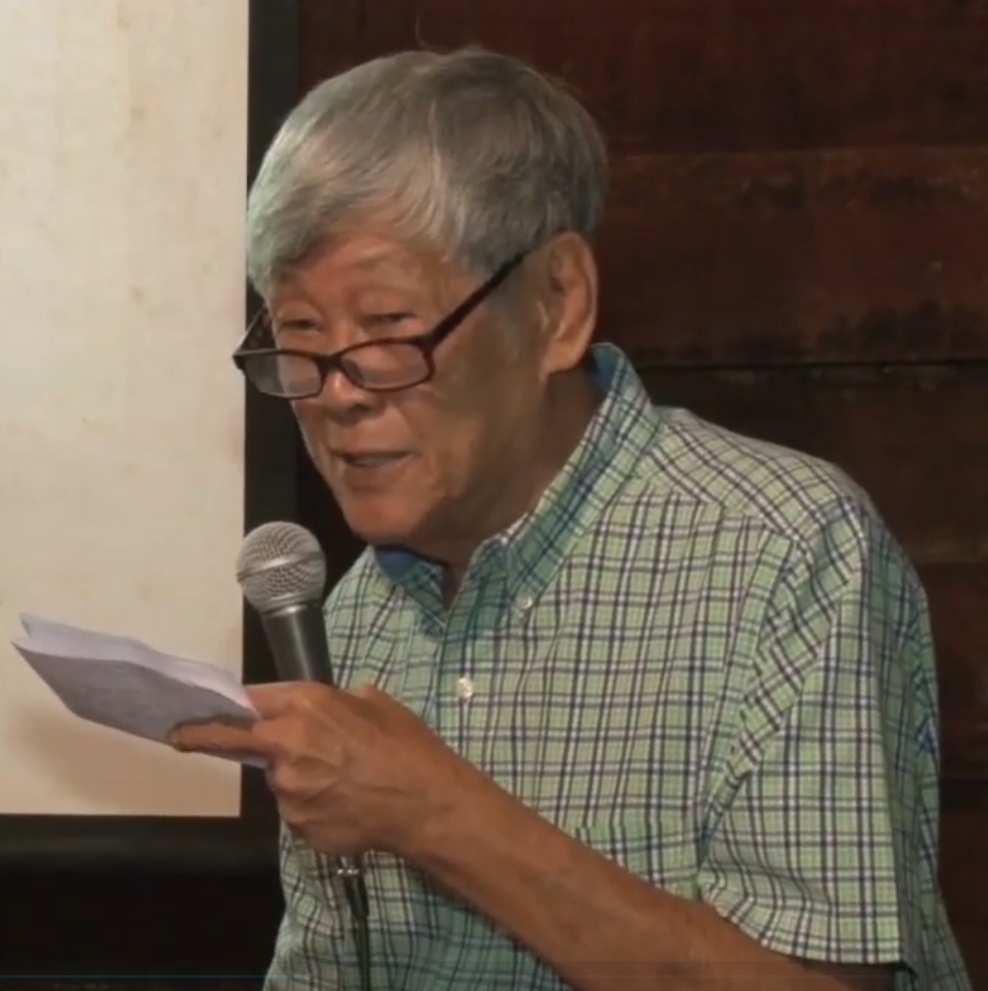
Paul Woei
18 februari

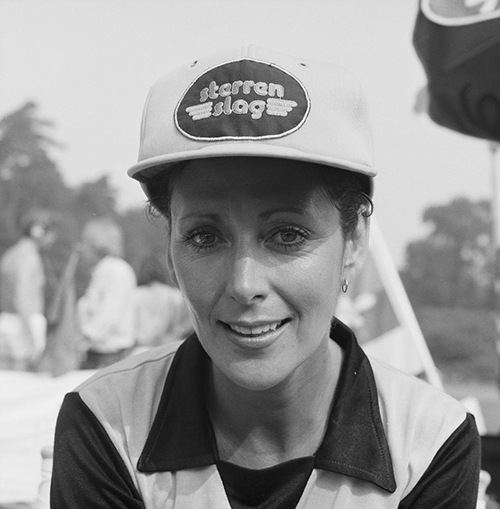
Joan Haanappel
23 februari

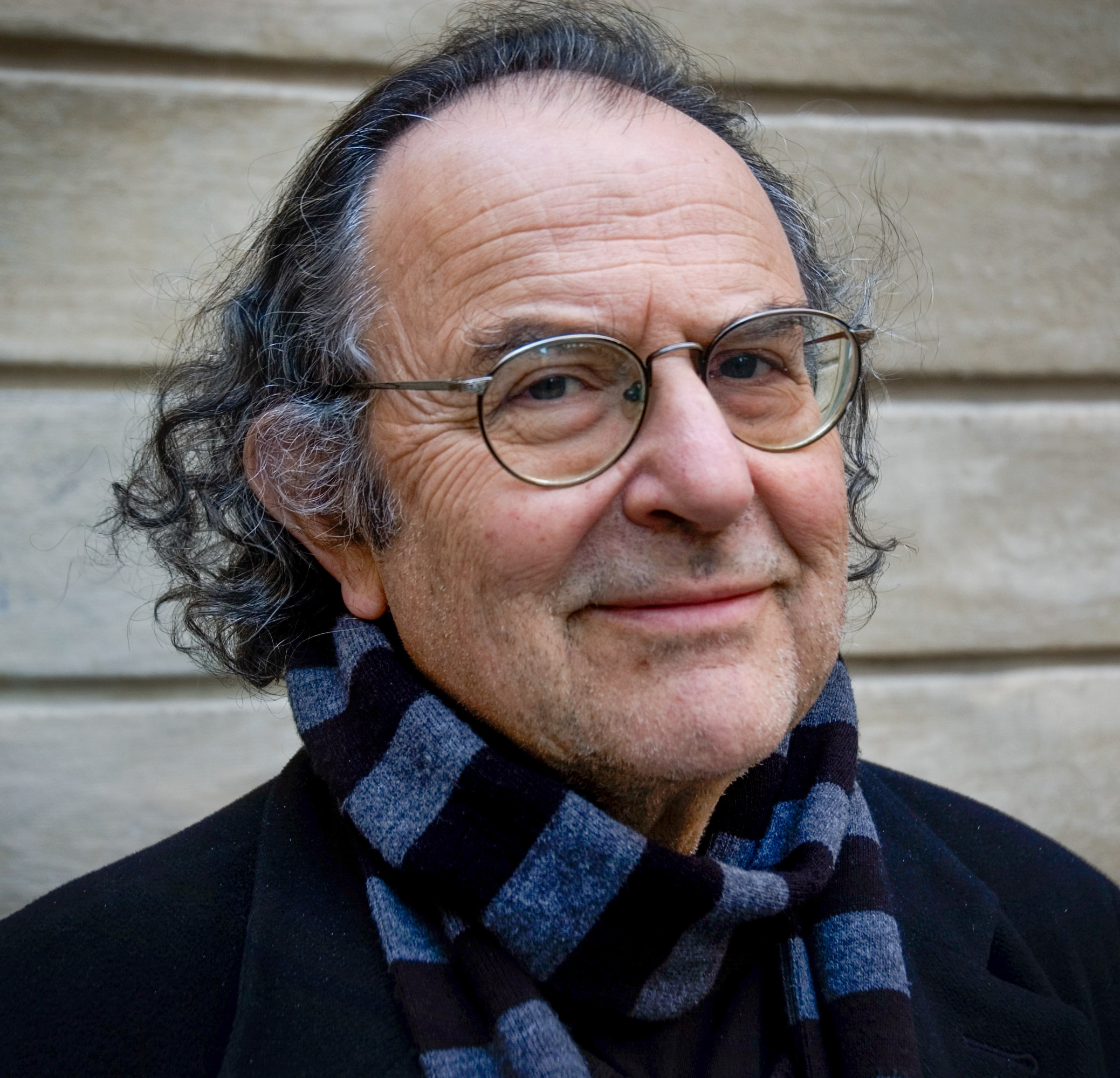
Georg Riedel
25 februari

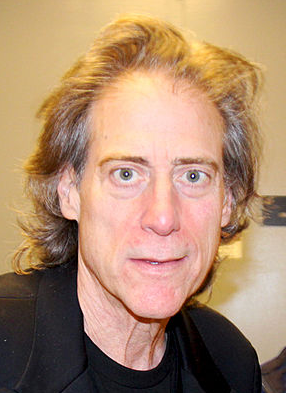
Richard Lewis
27 februari

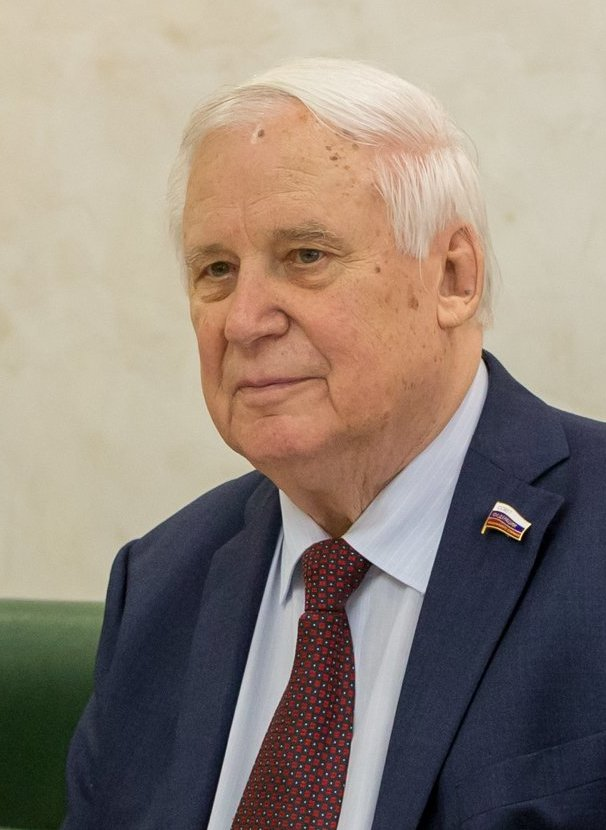
Nikolaj Ryzjkov
28 februari

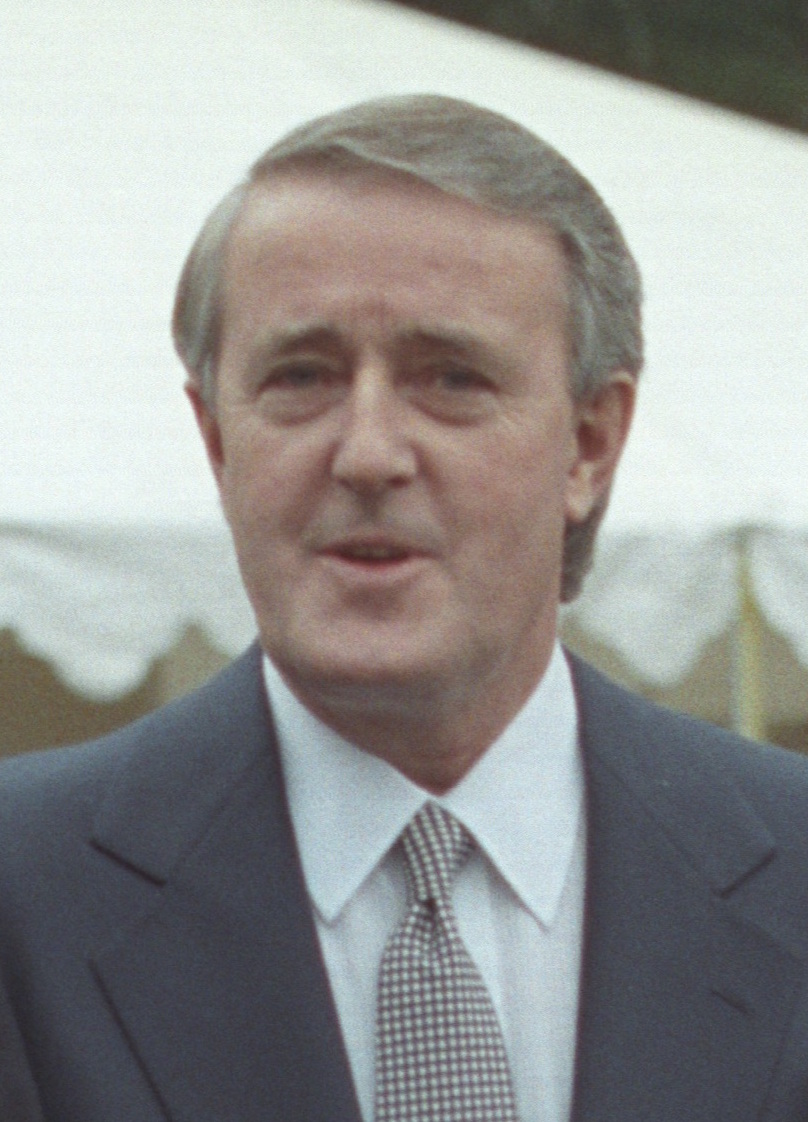
Brian Mulroney
29 februari

| 1 | 2 | 3 | 4 | 5 | 6 | 7 | 8 | 9 | 10 | 11 | 12 | 13 | 14 | 15 | 16 | 17 | 18 | 19 | 20 | 21 | 22 | 23 | 24 | 25 | 26 | 27 | 28 | 29 |
| - | - | - | - | - | - | - | - | - | -- | -- | -- | -- | -- | -- | -- | -- | -- | -- | -- | -- | -- | -- | -- | -- | -- | -- | -- | -- |

### 1 februari
- Joop Alberts (101), Nederlands verzetsstrijder[1]
- Bill Allred (87), Amerikaans muzikant[2][3]
- Michel Jazy (87), Frans atleet[4]
- Nereo Odchimar (83), Filipijns bisschop[5]
- Julius Vermeulen (70), Nederlands galeriehouder en postzegelontwerper[6]

### 2 februari
- Paulin Hountondji (81), Benins filosoof en politicus[7]
- Jonnie Irwin (50), Brits televisiepresentator[8]
- Wim Jansen (75), Nederlands taalkundige[9]
- Wayne Kramer (75), Amerikaans gitarist, zanger, songwriter en muziekproducent[10]
- Louis Lambert (92), Belgisch voetballer[11]
- Ian Lavender (77), Brits acteur[12]
- Don Murray (94), Amerikaans acteur[13]
- Oskar Negt (89), Duits auteur en sociaal filosoof[14]
- Christopher Priest (80), Brits schrijver[15]
- Carl Weathers (76), Amerikaans acteur[16]

### 3 februari
- Aston Barrett (77), Jamaicaans basgitarist en rastafari[17]
- José Reynaert (102), Belgisch voetballer[18]
- Victor Emanuel van Savoye (86), Italiaans prins[19]

### 4 februari
- Hage Geingob (82), Namibisch politicus[20]
- Kurt Hamrin (89), Zweeds voetballer[21]
- Giacomo Losi (88), Italiaans voetballer[22]
- Han Reil (84), Nederlands orgelmaker[23]
- Jan van Veen (79), Nederlands radiopresentator en diskjockey[24]

### 5 februari
- Dries van Agt (93), Nederlands politicus en jurist[25]
- James Dixon (86), Amerikaans acteur[26]
- Michael Jayston (88), Brits acteur[27]
- Toby Keith (Toby Keith Covel) (62), Amerikaans countryzanger en acteur[28]
- Peter Kulka (86), Duits architect[29]
- Helga Paris (85), Duits fotograaf[30]
- Walter van den Broeck (82), Belgisch schrijver[31][32]

### 6 februari
- John Bruton (76), Iers politicus[33]
- Shreela Flather (89), Brits-Indiaas politica en barones[34]
- Miguel Ángel González Suárez (76), Spaans voetballer[35]
- Gijs IJlander (76), Nederlands schrijver[36]
- Donald Kinsey (70), Amerikaans gitarist en zanger[37]
- Seiji Ozawa (88), Japans dirigent[38][39]
- Sebastián Piñera (74), Chileens politicus[40]
- Javier Salmerón (57), Spaans paralympisch atleet[41]
- Roger Van Gool (76), Belgisch voetballer[42]
- Robert M. Young (99), Amerikaans filmregisseur en -producent[43]

### 7 februari
- Luigi Arienti (87), Italiaans wielrenner[44]
- Henry Fambrough (85), Amerikaans zanger[45]
- Alfred Grosser (99), Duits-Frans schrijver, politicoloog en socioloog[46]
- Gylan Kain (81), Amerikaans Nederlands dichter en kunstenaar[47]
- Ton van der Laaken (71), Nederlands korfballer, scheidsrechter en coach[48]
- Mojo Nixon (Neill Kirby McMillan jr.) (66), Amerikaans muzikant en acteur[49]
- Dennis van Tellingen (45), Nederlands fotograaf[50]
- Anne Whitfield (85), Amerikaans actrice[51]

### 8 februari
- Karl Horst Hödicke (85), Duits beeldend kunstenaar[52]
- Willem van Schendel (73), Nederlands jurist[53]
- Gurdev Singh (90), Indiaas hockeyer[54]

### 9 februari
- Robert Badinter (95), Frans jurist, essayist en politicus[55]
- Fleur van Dooren (35), Nederlands hockeyster[56]
- Roland Grip (83), Zweeds voetballer[57]
- Henri Kraus (81), Luxemburgs kunstschilder, tekenaar en docent[58]
- Benny Ludemann (82), Nederlands muzikant[59]
- Damo Suzuki (74), Japans zanger[60]
- Jimmy Van Eaton (86), Amerikaans drummer[61]

### 10 februari
- Günter Brus (85), Oostenrijks kunstenaar[62]
- Edward Lowassa (70), Tanzaniaans politicus[63]
- E. Duke Vincent (Edward Michael Ventimiglia) (91), Amerikaans televisieproducent[64]
- Paul de Vrees (69), Nederlands lichttechnicus en drummer[65]

### 11 februari
- Willibrord Davids (85), Nederlands jurist[66]
- Martin Janssen (63), Nederlands arabist en journalist[67]
- Kelvin Kiptum (24), Keniaans atleet[68]

### 12 februari
- Henk JM Bos (83), Nederlands historicus[69]
- Henk Hilbrandie (79), Nederlands toetsenist[70]
- Rudolf Jansen (84), Nederlands pianist[71]
- Alec Mills (91), Brits cameraman[72]
- Steve Wright (69), Brits diskjockey[73]

### 13 februari
- Frans van der Hoff (84), Nederlands missionaris[74]
- Cees Koch (98), Nederlands kanovaarder[75]
- Johanna von Koczian (90), Duits actrice[76]
- Dieter Pauly (81), Duits voetbalscheidsrechter[77]
- Walter Roland (101), Belgisch schrijver[78]
- Cor Veerman, Dekker (74), Nederlands musicus[79]

### 14 februari
- Ian Amey (79), Brits muzikant en zanger[80]
- Marius van Leeuwen (76), Nederlands theoloog en auteur[81]
- Alain Pierre (76), Belgisch componist[82]
- Anton Rous (84), Sloveens politicus[83]
- Jacques Rousseau (72), Frans atleet[84]
- Volie Schermer-De Jong (100), Nederlands verzetsstrijder[85]
- Anatoly Vershik (90), Russisch wiskundige[86]
- Suzanne van Voorst (69), Nederlands filmproducente[81]

### 15 februari
- Gérard Barray (92), Frans acteur[87]
- Lizan Freijsen (63), Nederlands beeldend kunstenares[88]
- Kagney Linn Karter (36), Amerikaans pornoactrice[89]
- Roeland Nolte (79), Nederlands scheikundige[90]
- Henry Rono (72), Keniaans atleet[91]

### 16 februari
- Etterlene DeBarge (88), Amerikaans zangeres[92]
- José Gotovitch (83), Belgisch historicus[93]
- Chris de Korte (86), Nederlands judotrainer[94]
- Ben Lanzarone (85), Amerikaans componist[95]
- Aleksej Navalny (47), Russisch jurist en politiek activist[96]
- Jan Sørensen (68), Deens voetballer[97]

### 17 februari
- Johan Galtung (93), Noors socioloog en polemoloog[98]
- Jaap Oudkerk (86), Nederlands baanwielrenner[99]

### 18 februari
- Lanny Flaherty (81), Amerikaans acteur[100][101]
- Ira von Fürstenberg (83), Italiaans actrice en juwelenontwerpster[102]
- Tony Ganios (64), Amerikaans acteur[103]
- Emile Shoufani (76), Israëlisch theoloog, pedagoog en activist[104]
- Piet Venema (91), Nederlands ijsmeester en schaatser[105][106]
- Paul Woei (Paul Woei A Tsoi) (85), Surinaams kunstenaar[107]
- Pacelli Zitha (62), Nederlands hoogleraar[108]

### 19 februari
- Gerard Geurds (84), Nederlands scheidsrechter[109]
- Ewen MacIntosh (50), Brits acteur en komiek[110][111]

### 20 februari
- Andreas Brehme (63), Duits voetballer en voetbaltrainer[112]
- Hydeia Broadbent (39), Amerikaans activiste[113]
- Vasile Dîba (69), Roemeens kanovaarder[114]
- Roberto Pérez (63), Boliviaans voetballer[115]

### 21 februari
- Bert Bommels (85), Nederlands verslaggever en auteur[116]
- Roger Guillemin (100), Frans-Amerikaans neurowetenschapper en Nobelprijswinnaar[117]
- Jit Narain (75), Surinaams arts en dichter[118]
- Micheline Presle (101), Frans actrice[119]
- Pamela Salem (80), Brits actrice[120]

### 22 februari
- Edith Ceccarelli (116), Amerikaans supereeuwelinge[121]
- Friedhelm Frontzeck (85), Duits voetballer[122][123]
- Artur Jorge (78), Portugees voetballer en voetbaltrainer[124]
- John “Duff” Lowe (81), Brits muzikant[125]
- Kim Moelands (48), Nederlands auteur en journaliste[126]

### 23 februari
- Irene Camber (98), Italiaans schermster[127][128]
- Wilson Fittipaldi Jr. (80), Braziliaans autocoureur[129]
- Chris Gauthier (48), Brits acteur[130]
- Joan Haanappel (83), Nederlands kunstschaatsster en sportcommentator[131]
- Claude Montana (76), Frans modeontwerper[132]

### 24 februari
- Stan Bowles (75), Engels voetballer[133]
- Hans Dercksen (91), Nederlands pianist[134]
- Ulrik le Fevre (77), Deens voetballer[135]
- Kenneth Mitchell (49), Canadees acteur[136]
- Jelte Rozema (73), Nederlands bioloog en hoogleraar[137]
- Kumar Shahani (83), Indiaas filmregisseur[138]
- Henk Tijm (85), Nederlands voetballer[139]
- Benoît van Innis (63), Belgisch kunstenaar[140]

### 25 februari
- Hanny Bouman (101), Nederlands balletdanseres en balletmeester[141][142]
- Charles Dierkop (87), Amerikaans acteur[143]
- Edmund Griffith (84), Surinaams voetballer[144][145]
- Gabriela Grillo (71), Duits amazone[146]
- Peter Morgan (46), Jamaicaans zanger[147]
- Georg Riedel (90), Tsjecho-Slowaaks-Zweeds muzikant[148]
- Bigidagoe (Danzel Silos) (26), Nederlands rapper[149]

### 26 februari
- Giuseppe D'Altrui (89), Italiaans waterpolospeler[150]
- Jacob Rothschild (87), Brits bankier[151][152]

### 27 februari
- Ernie Damen (84), Nederlands regisseur, acteur en grafisch ontwerper[153]
- Richard Lewis (76), Amerikaans stand-upcomedian en acteur[154]
- Richard Truly (86), Amerikaans ruimtevaarder[155]

### 28 februari
- Els Blaak-Schuitevoerder (87), Nederlands burgemeester[156]
- Cat Janice (31), Amerikaans singer-songwriter[157]
- Mike Jones (Virgil) (72), Amerikaans showworstelaar[158][159]
- Anneke Levelt Sengers (94), Nederlands natuurkundige[160][161]
- Dave Myers (66), Brits televisiekok[162]
- Nikolaj Ryzjkov (94), Russisch politicus[163]
- Antoon Quaedvlieg (65), Nederlands hoogleraar[164]
- Henk de Vaal (95), Nederlands bokser[165]

### 29 februari
- David Bordwell (76), Amerikaans filmwetenschapper en auteur[166]
- Brian Mulroney (84), Canadees politicus[167]
- Ali Hassan Mwinyi (98), Tanzaniaans politicus[168]
- Paolo Taviani (92), Italiaans filmregisseur[169]

### Datum onbekend
- Mohamed el-Fers (73), Nederlands publicist en programmamaker[170]
- Ad van Poppel (83), Nederlands burgemeester[171]
- Martin Spitzer (58), Oostenrijks muzikant[172]

januari· februari· maart· april· mei· juni· juli· augustus· september· oktober· november· december
1900 ·
1901 ·
1902 ·
1903 ·
1904 ·
1905 ·
1906 ·
1907 ·
1908 ·
1909 ·
1910 ·
1911 ·
1912 ·
1913 ·
1914 ·
1915 ·
1916 ·
1917 ·
1918 ·
1919 ·
1920 ·
1921 ·
1922 ·
1923 ·
1924 ·
1925 ·
1926 ·
1927 ·
1928 ·
1929 ·
1930 ·
1931 ·
1932 ·
1933 ·
1934 ·
1935 ·
1936 ·
1937 ·
1938 ·
1939 ·
1940 ·
1941 ·
1942 ·
1943 ·
1944 ·
1945 ·
1946 ·
1947 ·
1948 ·
1949 ·
1950 ·
1951 ·
1952 ·
1953 ·
1954 ·
1955 ·
1956 ·
1957 ·
1958 ·
1959 ·
1960 ·
1961 ·
1962 ·
1963 ·
1964 ·
1965 ·
1966 ·
1967 ·
1968 ·
1969 ·
1970 ·
1971 ·
1972 ·
1973 ·
1974 ·
1975 ·
1976 ·
1977 ·
1978 ·
1979 ·
1980 ·
1981 ·
1982 ·
1983 ·
1984 ·
1985 ·
1986 ·
1987 ·
1988 ·
1989 ·
1990 ·
1991 ·
1992 ·
1993 ·
1994 ·
1995 ·
1996 ·
1997 ·
1998 ·
1999 ·
2000 ·
2001 ·
2002 ·
2003 ·
2004 ·
2005 ·
2006 ·
2007 ·
2008 ·
2009 ·
2010 ·
2011 ·
2012 ·
2013 ·
2014 ·
2015 ·
2016 ·
2017 ·
2018 ·
2019 ·
2020 ·
2021 ·
2022 ·
2023 ·
2024 ·
2025